# Pałac Hornesów we Wrocławiu
Pałac Hornesów (Pałac Matuschków) – dawny pałac miejski znajdujący się przy ulicy Szewskiej 48 we Wrocławiu, jeden z najstarszych obiektów w południowo-wschodnim kwartale między pl. Uniwersyteckim a ulicami Szewską, Uniwersytecką i Kuźniczą.

## Historia pałacu

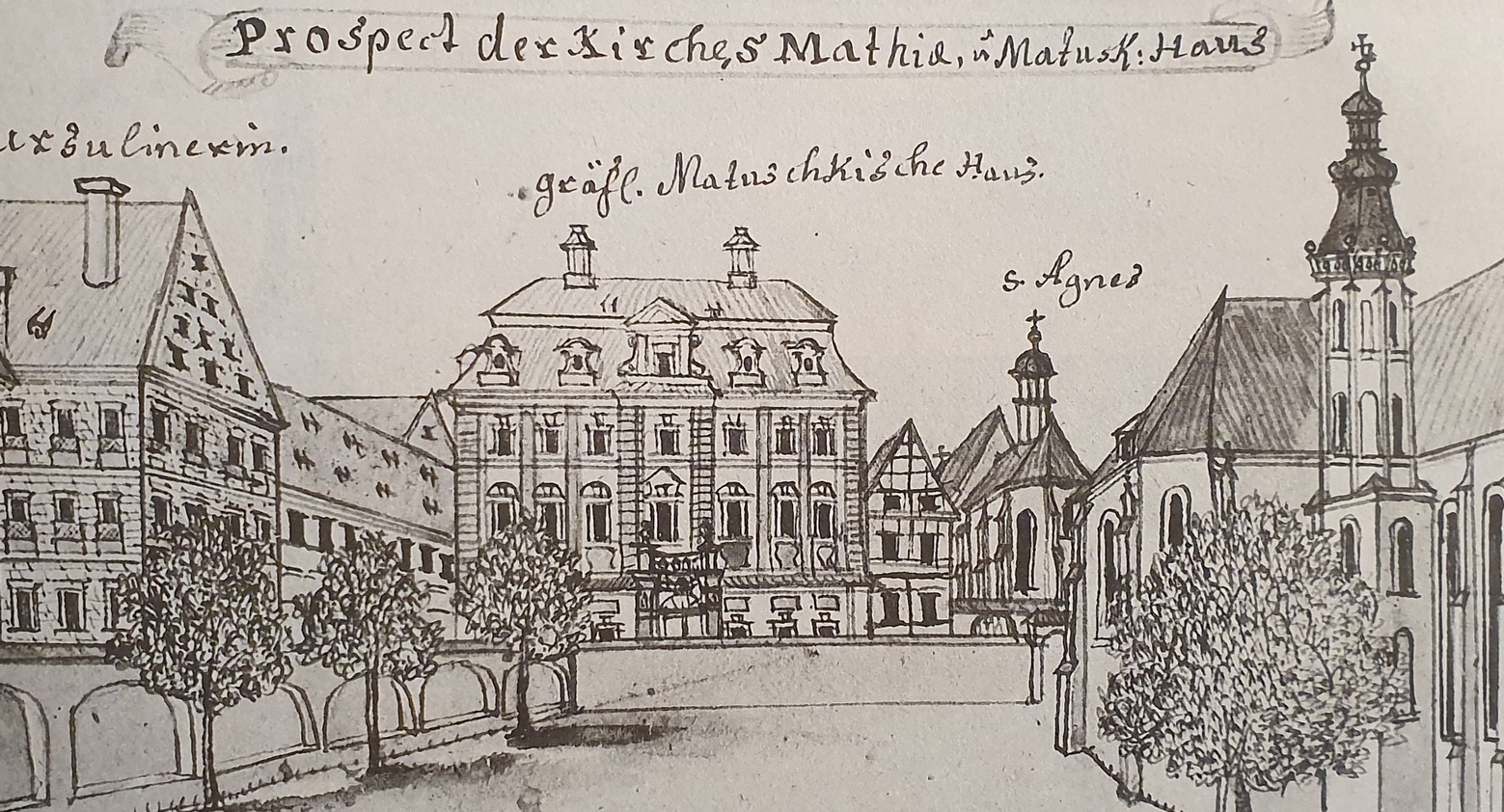
Fasada pałacu Hornesów (Matuszków), Grafika Fryderyka Bernarda Wernera, z połowy XVIII wieku, rysunek piórem, 88x166, BU Wrocław

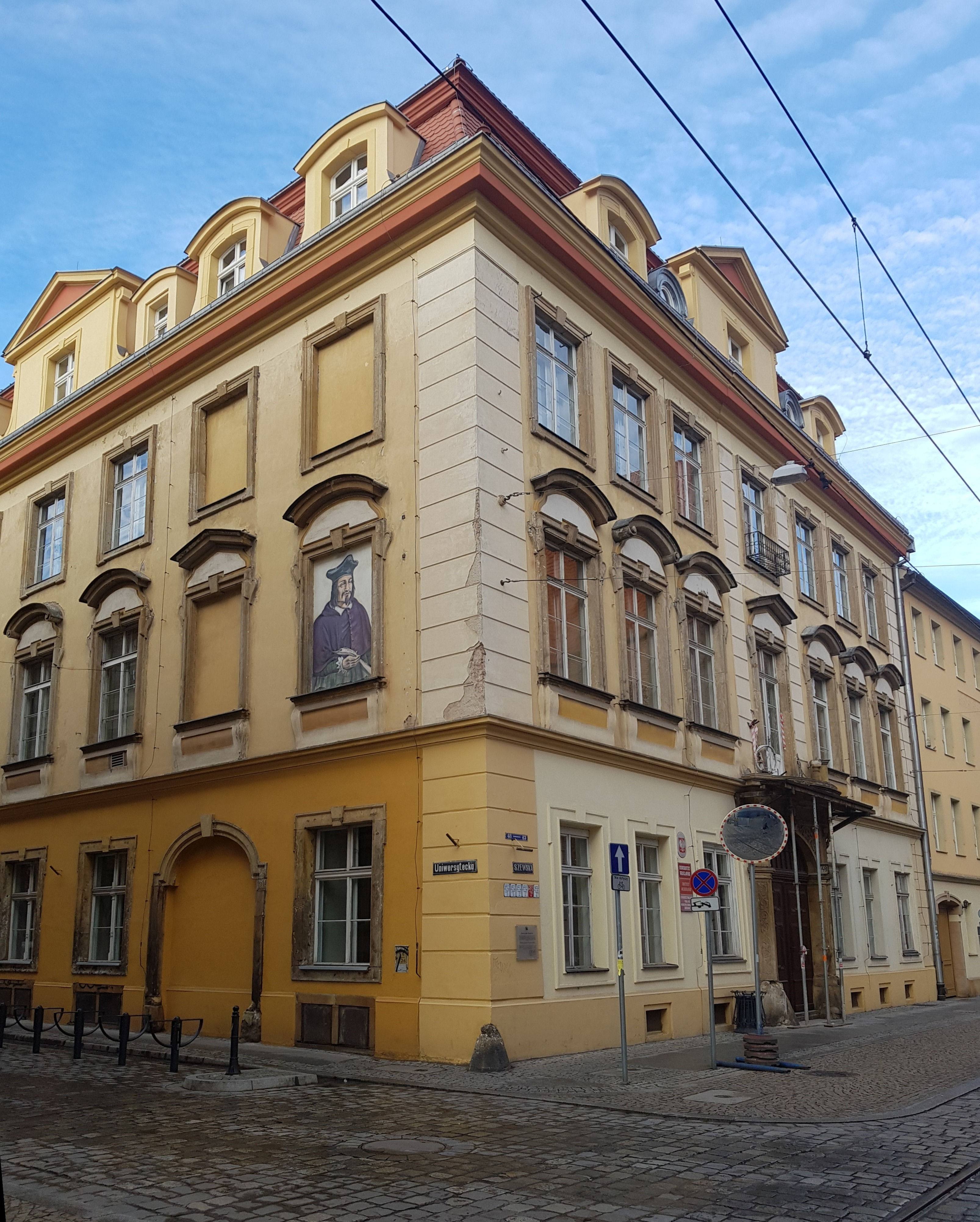
Pałac Hornesów z widocznie uszkodzonym balkonem, 2019 rok

Pierwszy budynek na działce przy ulicy Szewskiej został wzniesiony już w średniowieczu w drugiej połowie XIV wieku (z tego okresu zachowały się fragmenty murów na poziomie piwnicznym). W XVI wieku był to dwukondygnacyjny budynek z dwoma skrzydłami bocznymi, pokryty dachem kalenicowym.
W 1721 roku ówczesny jego właściciel, baron von Sternbach, sprzedał posesję hrabiemu Dionizemu (Dionysiusowi) Józefowi von Hornesowi, który piastował stanowisko radcy Generalnego Urzędu Podatkowego (General Steueramt). Na jego polecenie stary budynek został rozebrany, a w jego miejsce wzniesiono nowy, trójskrzydłowy pałac miejski, według projektu Johanna Blasiusa Peintnera lub Christopha Hacknera. Powstały wówczas trójkondygnacyjny półtoratraktowy budynek przykryty został dachem namiotowym. Pośrodku siedmioosiowej elewacji umieszczono piaskowcowy portal balkonowy ozdobiony ornamentem akantowym, z dwoma boniowanymi lizenami i z ozdobną barokową kratą w jego nadświetlu, który wraz z facjatą otoczoną wolutowymi spływami wyznaczał środkowy pseudoryzalit. Wszystkie okna były prostokątne, otoczone piaskowymi opaskami; na pierwszej kondygnacji ozdobione były dodatkowo podokiennikami i naczółkami. Nad linią parteru znajdował się gzyms, od którego pomiędzy oknami odchodziły lizeny lub pilastry wielkiego porządku. Całość zamykał gzyms koronujący. Nad nim w części dachowej umieszczono symetrycznie rozstawione lukarny, przy czym w osi środkowej lukarna była większa, zwieńczona prostym tympanonem. Narożniki budynku również były boniowane na całej wysokości. Portal prowadził do sieni przelotowej, zamkniętej sklepieniem kolebkowym. W pomieszczeniu narożnym, w północno-wschodniej części, znajdowała się prawdopodobnie almaria, w części środkowej zaś świetlica przykryta sklepieniem podtrzymywanym na trzech filarach. Do obecnych czasów z tego budynku zachowały się niektóre ściany, dwa przęsła sklepień krzyżowo-żebrowych w północnej części pałacu na poziomie parteru oraz szczyt południowy wraz z gotyckimi oknami w kondygnacji strychowej.
W 1741 roku pałac został prawdopodobnie sprzedany biskupowi wrocławskiemu hrabiemu Gotthardowi von Schaffgotschowi. Następnie odkupiła go szlachecka rodzina von Matuschków (prawdopodobnie około roku 1766), w której rękach budynek znajdował się przez niemal całą drugą połowę XVIII wieku. Według Wojciecha Brzezowskiego pałac był własnością hrabiego von Schaffgotscha na początku XIX wieku. W latach 1806–1807 budynek został zniszczony w wyniku walk garnizonu pruskiego z wojskami napoleońskimi, zakończonych kapitulacją Prusaków. W kolejnych latach został odbudowany już w formach klasycystycznych. W tym okresie od strony południowej dodano skromny portal.
W XIX wieku, około 1888 roku, do elewacji tylnej dodano oficynę. Zmieniła się również funkcja budynku z mieszkalnej na mieszkalno-handlową i gastronomiczną. Z tego powodu przebudowano klatkę schodową, zlikwidowano bramę wjazdową w bocznym południowym skrzydle oraz dodano czwarte skrzydło, w którym miały znajdować się pomieszczenia kuchenno-sanitarne. Autorem projektu był mistrz murarski Heinrich Häfner. W latach 1888–1891 dokonano ostatnich zmian w elewacji przed 1945 rokiem: w części parterowej powiększono otwory okienne i wybito otwór drzwiowy w miejscu skrajnego zachodniego okna elewacji południowej. W 1900 przebudowano lukarny.

## Po 1945
W latach 80. XX wieku budynek przeszedł długą przebudowę (prace trwały od 1974). Odtworzono wówczas, w bardzo uproszczonej formie, wygląd XVIII-wiecznego trzykondygnacyjnego budynku z dwukondygnacyjnym strychem, z podpiwniczeniem, ale z obniżonym dachem mansardowym od frontu oraz z jedno- i dwuspadowym w układzie kalenicowym na skrzydłach. W elewacji frontowej w części dachowej znajdują się lukarny z wolutowymi spływami po bokach: środkowa, większa lukarna zwieńczona jest prostym frontonem, a boczne są zadaszone odcinkowo. Pomiędzy lukarnami umieszczono dwa owalne okulusy. Zachowano również czteroskrzydłową bryłę na rzucie trapezu z wewnętrznym dziedzińcem. Wewnątrz pałacu dokonano poważnych zmian, zacierając ich oryginalne historyczne rozplanowanie. W 2016 roku wyremontowano i odnowiono elewację budynku. W jednym ślepym oknie umieszczono wizerunek Angelusa Silesiusa. Obecnie budynek jest siedzibą Katedry Archeologii i Dziekanatu Wydziału Nauk Historycznych i Pedagogicznych Uniwersytetu Wrocławskiego.